# HMS Glasgow (1909)
O HMS Glasgow foi um cruzador rápido operado pela Marinha Real Britânica e a primeira embarcação da Classe Town. Sua construção começou em março de 1909 nos estaleiros da Fairfield Shipbuilding & Engineering Company em Govan e foi lançado ao mar em setembro do mesmo ano, sendo comissionado na frota britânica em setembro de 1910. Seu armamento principal era composto por dois canhões de 152 milímetros e dez de 102 milímetros em montagens únicas, tinha um deslocamento de cinco mil toneladas e alcançava uma velocidade máxima de 25 nós.
O Glasgow teve um início de carreira tranquilo, atuando na Frota Doméstica e depois sendo transferido para a América do Sul. A Primeira Guerra Mundial começou em 1914 e o navio passou os primeiros meses procurando corsários alemães, seguindo então para o Chile a fim de juntar a uma esquadra britânica no local. Eles foram derrotados por navios alemães em novembro na Batalha de Coronel, mas o Glasgow sobreviveu e continuou a perseguir os inimigos, ajudando a afundá-los na Batalha das Malvinas em dezembro e depois na Batalha de Más a Tierra em março de 1915.
A embarcação permaneceu na América do Sul e pelos dois anos seguintes continuou a procurar por corsários e também protegeu navios mercantes Aliados. Foi transferido para o Mar Mediterrâneo em meados de 1918 e teve uma pequena participação na Segunda Batalha de Durazzo em outubro. A guerra terminou no mês seguinte e o Glasgow voltou para casa em julho de 1919, sendo colocado na reserva e depois descomissionado em fevereiro de 1920. Mesmo assim foi usado como navio-escola para foguistas entre 1922 e 1926. Foi descartado e desmontado em 1927.